# Harry Bresslau
Harry Bresslau, född 22 mars 1848 i Dannenberg, död 27 oktober 1926 i Heidelberg, var en tysk medeltidshistoriker.

## Biografi
Bresslau tjänstgjorde 1870-77 vid högre läroverk, först i Frankfurt am Main, senare i Berlin, där han 1872 blev docent och 1877 extra ordinarie professor. På grund av sina arbeten och publikationer rörande medeltidens historia och i synnerhet hans kunskaper i de historiska hjälpvetenskaperna var han 1888-1903 ledamot av centraldirektionen för "Monumenta Germaniæ Historica" och redaktör (på dess uppdrag) av den medeltidshistoriska publikationen "Neues Archiv fur ältere deutsche Geschichtskunde". År 1890 blev han ordinarie professor i Strassburg. Från 1907 var han medredaktör för "Archiv für Urkundenforschung".
Bland Bresslaus många vetenskapliga arbeten och aktpublikationer kan nämnas Die Kanzlei Kaiser Konrads II (1869), Diplomata centum (1872), Zur Judenfrage. Sendschreiben an Heinrich von Treitschke (andra upplagan 1880), Die Kassettenbriefe der Königin Maria Stuart ("Historisches Taschenbuch", 1882), Handbuch der Urkundenlehre für Deutschland und Italien (I, 1889, andra upplagan 1912-15). Han utgav även tredje delen av "Jahrbücher des Deutschen Reichs unter Kaiser Heinrich II" (1874) och "Jahrbücher des Deutschen Reichs unter Konrad II" (två band, 1879-84) samt bearbetade de saliske kejsarnas tid i Heinrich von Sybel och Theodor von Sickels stora urkundsverk "Kaiserurkunden in Abbildungen" (1881-82). Såsom ett mönstergillt kritiskt arbete gäller hans översättning av Samuel von Pufendorfs berömda skrift "De statu imperii germanici" (1870).